# Taillebourg, Charente-Maritime
Taillebourg är en kommun i Frankrike i  departementet Charente-Maritime och i regionen Nouvelle-Aquitaine.
Ortens invånare kallas på franska Taillebourgeoises (f) och Taillebourgeois (m).

## Läge
Taillebourg är en by med 741 invånare belägen i Charentesdalen. Den ligger 9 km nordost om Saintes, 6 km sydväst om Saint-Savinien och 65 km sydost om La Rochelle som är huvudstad i Charente-Maritime.
Liksom Saint-Savinien, Tonnay-Charente och Rochefort ligger hela byn vid östra stranden av floden Charente.

## En vikingatida hamnby
Byn ligger cirka 45 km från flodens mynning i Atlanten. Danska vikingar invaderade Charentesdalen i mitten av 800-talet.[källa behövs]

## Befolkningsutveckling
Antalet invånare i kommunen Taillebourg
| Referens: INSEE |

## Bilder på Taillebourg

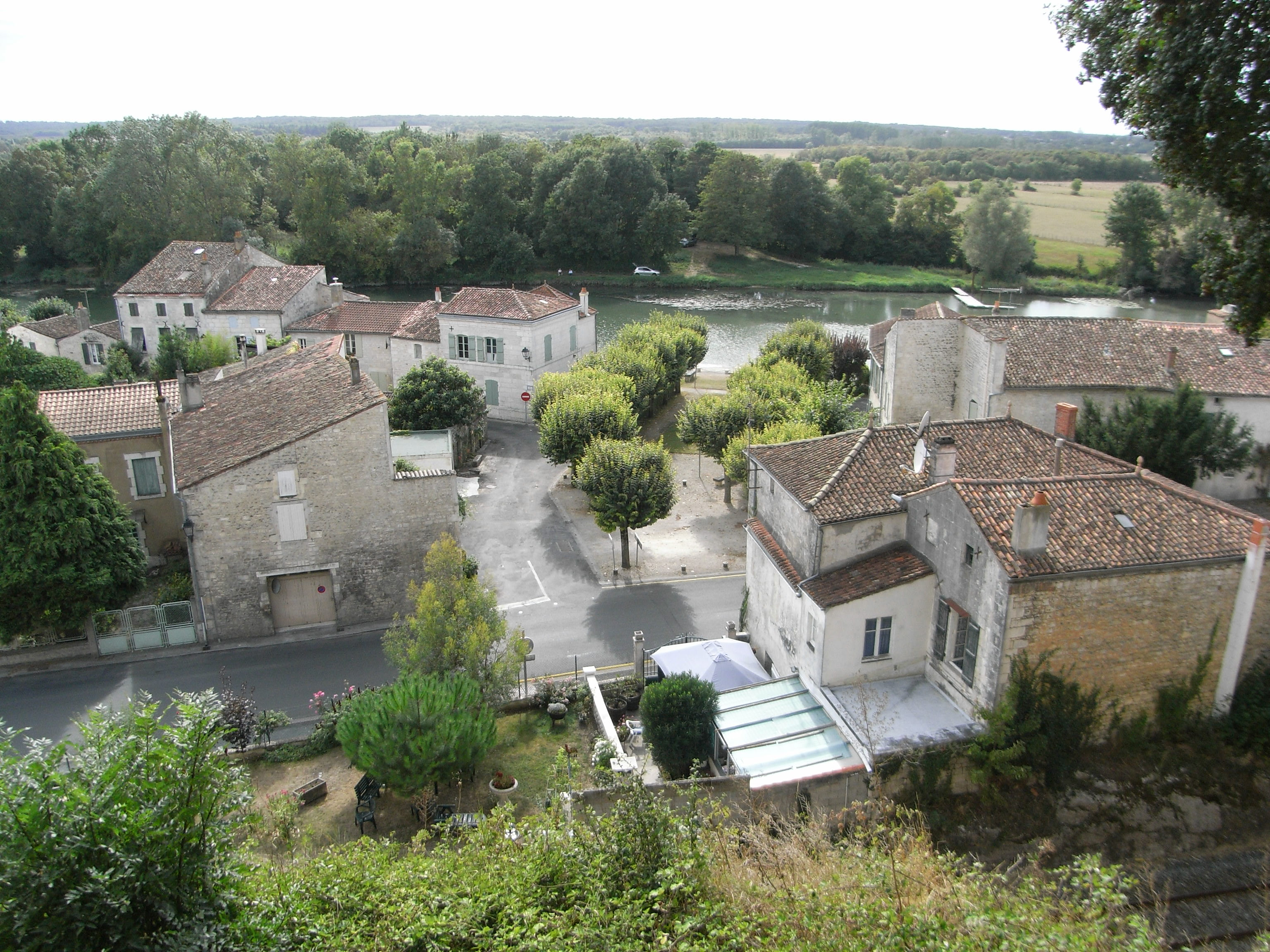
Den gamla byn.
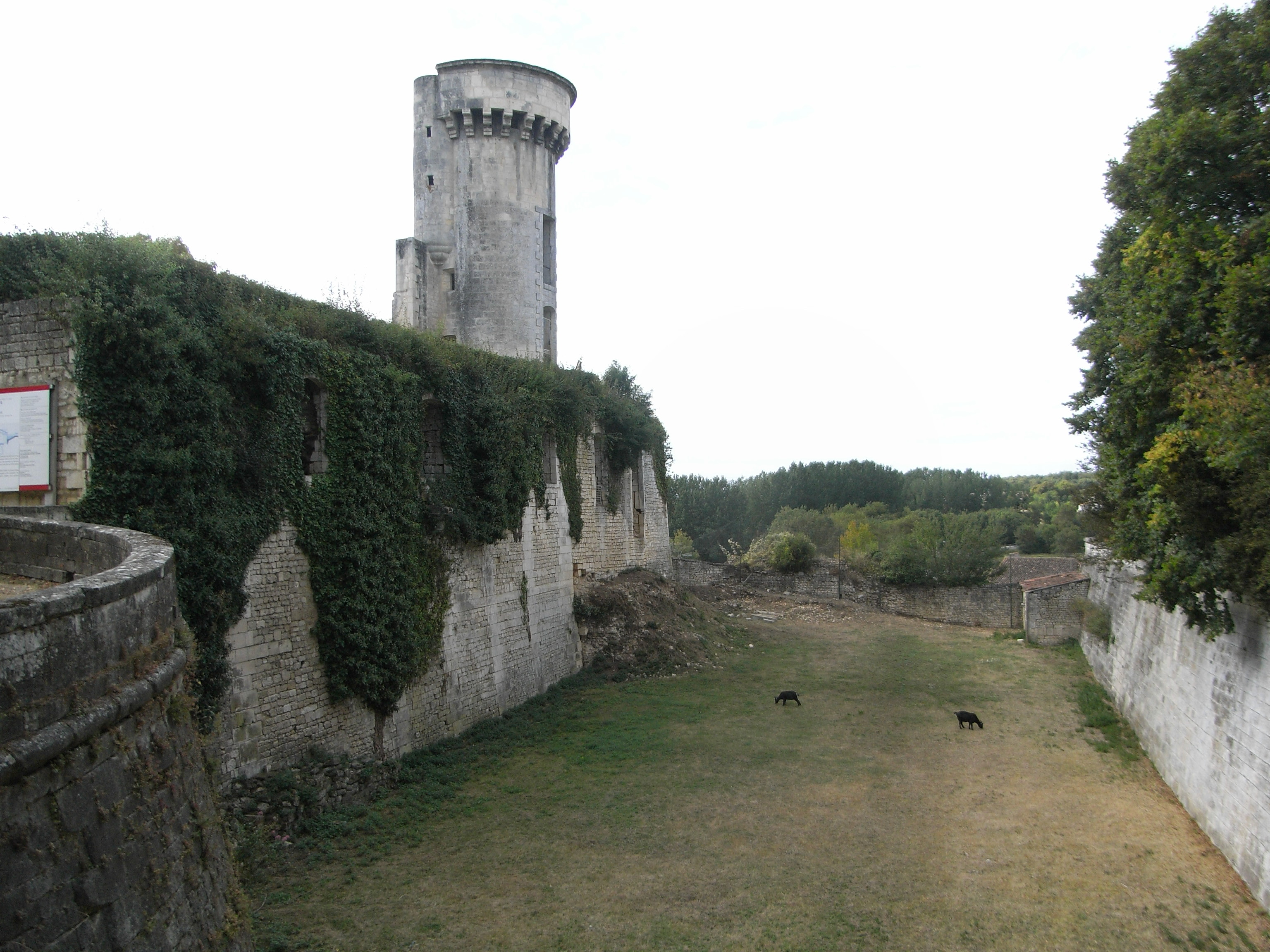
Tornet på Taillebourgs slott.
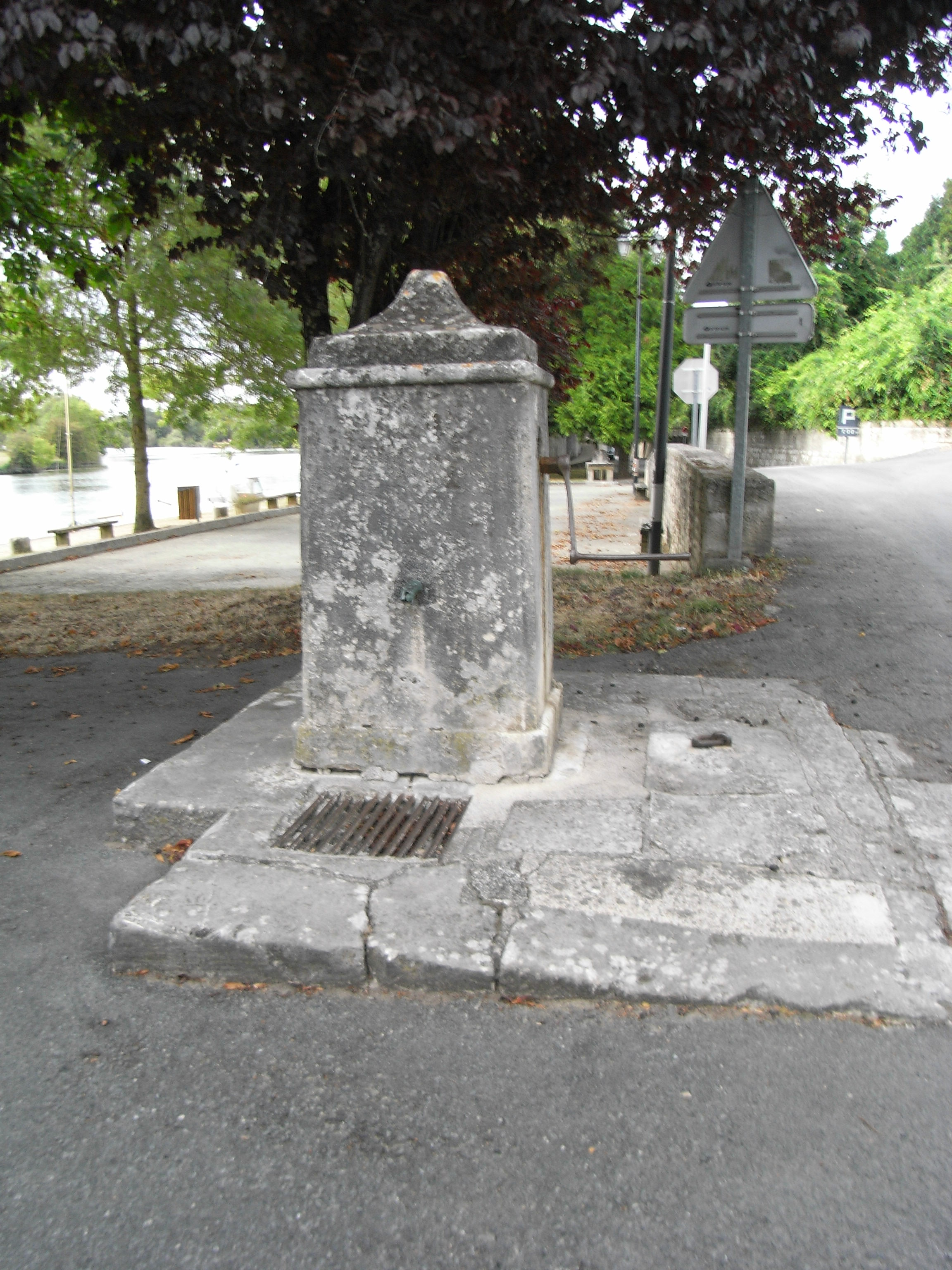
En fontän vid floden Charente.
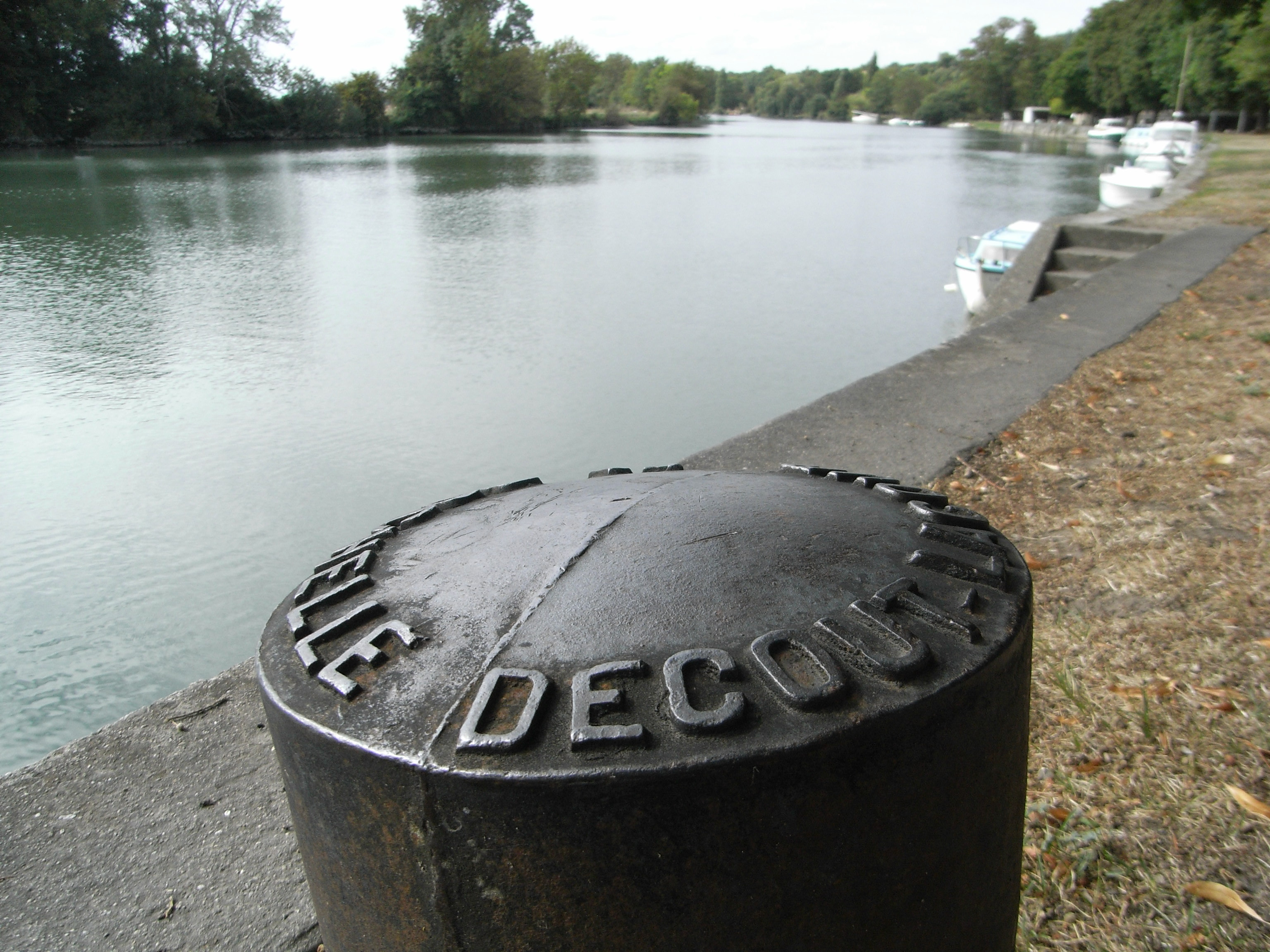
Floden Charente rinner genom Taillebourg.